# Finau Tabakaucoro
Adi Finau Tabakaucoro est une cheffe autochtone et femme politique fidjienne.

## Biographie

### Enfance et formation
Née à Savusavu, la deuxième d'une famille de quatre enfants, elle est la fille d'un chef coutumier. L'un de ses grand-pères est un colon blanc anglophone. Elle grandit dans le village de Naqiqi, dans une communauté autochtone traditionnelle dans le nord de l'île de Vanua Levu.
Son père produit et vend du coprah. Scolarisée aux Fidji, elle obtient une bourse d'études pour des études supérieures en Nouvelle-Zélande, et y obtient une licence d'Histoire à l'université Victoria de Wellington en 1967. Durant ses études, elle travaille comme ouvrière dans une usine de textile, ainsi que comme assistante maternelle et comme serveuse dans un restaurant, la bourse n'étant pas suffisante pour qu'elle puisse en vivre à Wellington.
Elle suit ensuite une formation d'un à Auckland an pour devenir enseignante, avant d'opter pour une formation en administration publique, au Royaume-Uni.

### Carrière politique
À partir de 1971, l'année qui suit l'indépendance des Fidji, elle travaille comme fonctionnaire au ministère fidjien du Développement urbain, du Logement et de la Sécurité sociale, auprès du ministre Vijay R. Singh et de son assistant Sakiasi Waqanivavalagi - bien qu'elle soutienne le parti d'opposition au gouvernement, le Parti de la fédération nationale. De 1977 à 1980 elle travaille au Programme des Nations unies pour le développement, à New York. Puis, après une formation en 1980 à Cartigny, en Suisse, elle devient la présidente de la branche fidjienne de la Young Women's Christian Association, organisation pour l'autonomisation des femmes et la défense de leurs droits,.
Elle quitte sa présidence lorsqu'elle est nommée ministre des Femmes, de la Culture et de la Sécurité sociale dans le gouvernement de Ratu Kamisese Mara en décembre 1987. C'est un gouvernement de transition après un coup d'État, et l'une de ses fonctions est de préparer une nouvelle Constitution pour le pays. Adi Finau Tabakaucoro obtient que la déclaration des droits dans cette Constitution, adoptée en 1990, interdise les discriminations liées à l'orientation sexuelle et à l'appartenance religieuse. Membre du Sénat de 1994 à 2000, en 1995 elle loue un bateau et y mène une délégation de parlementaires venus d'Allemagne, d'Australie, des îles Cook (dont le médecin et ancien Premier ministre Tom Davis), d'Espagne, des États-Unis, de France, d'Italie, de Nouvelle-Zélande et du Royaume-Uni pour protester contre les essais nucléaires français à Mururoa,.
Adi Finau Tabakaucoro exprime sa sympathie pour les motivations du coup d'État raciste en 2000 contre le Premier ministre travailliste et indo-fidjien Mahendra Chaudhry, et accepte le poste de ministre assistante aux Femmes dans le gouvernement par intérim avorté qui suit le coup d'État. Ce gouvernement n'est jamais constitué, et elle est finalement nommée ministre assistante au Développement autochtone dans un gouvernement par intérim mené par Laisenia Qarase, chargée de penser des politiques pour la priorité que veut donner le gouvernement aux intérêts des autochtones. Elle quitte cette fonction lorsqu'ont lieu les élections de 2001 et se consacre à la promotion des droits des femmes autochtones des Fidji. Elle devient présidente de l'organisation Soqosoqo Vakamarama iTaukei qui travaille dans les villages autochtones pour y faire avancer les causes de l'égalité des sexes, de la bonne gouvernance, des opportunités économiques pour les femmes, des droits des personnes LGBT, et des réponses à apporter au réchauffement climatique.